# Mistrzostwa świata w szachach 1927

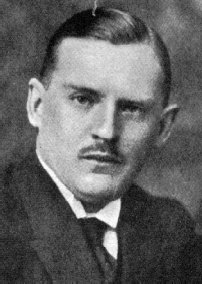
Mistrz świata 1927,
Aleksander Alechin

Mecz pomiędzy ówczesnym mistrzem świata - José Capablanką, a rosyjskim emigrantem Aleksandrem Alechinem rozegrany w Buenos Aires w dniach 16 IX - 29 XI 1927 r.

## Geneza meczu
Alechin rzucił wyzwanie Capablance krótko po wygraniu przez niego meczu z Laskerem w 1921 r. Capablanca nie zamierzał jednak ryzykować utraty tytułu i w czasie pierwszego po wojnie międzynarodowego turnieju w Londynie w 1922 r. ogłosił nowy regulamin walk o tytuł mistrzowski (tzw. "protokół londyński").
Regulamin ten omawiał szczegółowo wszystkie twarde warunki jakie musiał spełnić pretendent wyzywający mistrza. Znalazł się w nim także przepis, w myśl którego organizator meczu musiał wnieść na fundusz nagród sumę przynajmniej 10 tys. dolarów, pokryć koszty dojazdu i utrzymania obydwu graczy w czasie meczu. Z funduszu nagród mistrz świata otrzymywał 20%, reszta funduszu miała być podzielona w stosunku 60% do 40% pomiędzy zwycięzcę meczu i pokonanego. Zastaw jaki musiał wpłacić pretendent wyzywając mistrza świata to 500 dolarów, po 3 miesiącach obydwaj zawodnicy musieli wpłacić po 500 dolarów a dodatkowo wyzywający (lub jego mecenasi) musieli wpłacić jeszcze 3000 dolarów. Ta suma (4500 dolarów) stanowiła wadium, które w razie niedojścia meczu do skutku miała zostać podzielona w stosunku 3:2 na korzyść mistrza świata. Pozostała suma funduszu nagród powinna zostać zdeponowana co najmniej na 24 godziny przed rozpoczęciem meczu. Przepis ten przeszedł do historii jako tzw. "złoty wał", którego przekroczenie było dla większości ówczesnych szachistów niemożliwe.
Alechin zgromadził wymaganą sumę dopiero w 1926 r. Wtedy to po raz drugi wyzwał Capablankę na mecz.

## Zasady
Mecz miał toczyć się do sześciu zwycięstw. Remisy nie wliczały się do wyniku. Przy ewentualnym stanie 5 – 5 mecz miał zostać uznany za remisowy i Capablanca zachowywał tytuł. Oryginalne było tempo gry: 2,5 godziny na 40 posunięć i następne 5 godzin na kolejne 40 posunięć.

## Przebieg meczu
Pierwszą partię wygrał Alechin. Było to jego pierwsze w życiu zwycięstwo nad Capablanką. Capablanca zaczął jednak grać ofensywniej, wygrał III i VII partię i objął prowadzenie. Po serii remisów Alechin wygrał czarnymi XI partię, co tak wpłynęło na Capablankę, że przegrał on także XII. Alechin prowadząc 3 – 2 zaczął grać defensywnie, chcąc z jednej strony zmęczyć starszego przeciwnika a z drugiej odpocząć po ekstrakcji 6 zębów, które go rozbolały w trakcie meczu. Po dłuższej serii remisów Capablanca przegrał XXI partię. Ostatnią swoją wygraną Capablanca zanotował w XXIX partii. Zaproponował on wówczas Alechinowi, by mecz, z powodu dużej liczby remisów uznać za nierozstrzygnięty i rozpocząć nowy. Alechin propozycję odrzucił. Załamany Capablanca przegrał XXXII i XXXIV partię oraz cały mecz 3 – 6.
Był to najdłuższy (do 1984 roku) mecz o tytuł mistrza świata (pod względem liczby partii).

## Wyniki w poszczególnych partiach
|                      | 1 | 2 | 3 | 4 | 5 | 6 | 7 | 8 | 9 | 10 | 11 | 12 | 13 | 14 | 15 | 16 | 17 | 18 | 19 | 20 | 21 | 22 | 23 | 24 | 25 | 26 | 27 | 28 | 29 | 30 | 31 | 32 | 33 | 34 | Punkty |
| -------------------- | - | - | - | - | - | - | - | - | - | -- | -- | -- | -- | -- | -- | -- | -- | -- | -- | -- | -- | -- | -- | -- | -- | -- | -- | -- | -- | -- | -- | -- | -- | -- | ------ |
| José Raúl Capablanca | 0 | ½ | 1 | ½ | ½ | ½ | 1 | ½ | ½ | ½  | 0  | 0  | ½  | ½  | ½  | ½  | ½  | ½  | ½  | ½  | 0  | ½  | ½  | ½  | ½  | ½  | ½  | ½  | 1  | ½  | ½  | 0  | ½  | 0  | 3      |
| Aleksander Alechin   | 1 | ½ | 0 | ½ | ½ | ½ | 0 | ½ | ½ | ½  | 1  | 1  | ½  | ½  | ½  | ½  | ½  | ½  | ½  | ½  | 1  | ½  | ½  | ½  | ½  | ½  | ½  | ½  | 0  | ½  | ½  | 1  | ½  | 1  | 6      |